# Xã Fountain, Quận Ottawa, Kansas
Xã Fountain (tiếng Anh: Fountain Township) là một xã thuộc quận Ottawa, tiểu bang Kansas, Hoa Kỳ. Năm 2010, dân số của xã này là 157 người.